# 625 DAYS
『625 DAYS』（シックスハンドレッドトゥウェンティファイブ デイズ）は、日本のミュージシャン、シンガーソングライターである尾崎豊のドキュメンタリー作品。
2005年8月24日にソニー・ミュージックレコーズよりDVDでリリースされた。

## 解説
尾崎のデビューライブから10代最後のライブツアー「LAST TEENAGE APPEARANCE TOUR」までのライブ映像、リハーサル映像、舞台裏映像などを編集し、収録している。
尾崎がニューヨークへ渡米中の1986年7月に全国で上映されたフィルムコンサート「625 DAYS」で放映されたフィルム『もっともっと速く!』の映像に、1986年1月14日にフジテレビ系列で放送された、1985年11月15日に行われた代々木オリンピックプールでのライブ映像をダイジェストとしてまとめた「YUTAKA OZAKI Last Teenage Appearance 早すぎる伝説 1985・11・15」を追加収録したものとなっている。
タイトルの『625 DAYS』は、1984年3月15日に新宿ルイードで行われた尾崎のデビューライブから10代最後の日である1985年11月28日にまでの『625日』を意味している。
『625 DAYS』の映像は放映当時からファンの間で商品化が熱望され、1992年に尾崎が急死した直後には15万8000人の署名が集められていたが、商品化は映像の権利関係の問題などで実現されずにいたが、急死から13年の歳月をかけて商品化された。

## 収録曲
映像はすべてダイジェストで、タイトルの『～Day』は1984年3月15日のデビューライブからの日数。

### DISC1
全曲、作詞・作曲：尾崎豊
1st Day/Ruido（1984年3月15日 新宿ルイード）
1. 「街の風景」- SCENES OF TOWN
2. 「Bow!」
3. 「十七歳の地図」- SEVENTEEN'S MAP
4. 「15の夜」- THE NIGHT

263rd Day/Akita（1984年12月3日 秋田市文化会館）
1. 「街の風景」- SCENES OF TOWN
2. 「Scrap Alley」※日本青年館
3. 「15の夜」- THE NIGHT
4. 「Scrambling Rock'n'Roll」

303rd Day/Tokyo（1985年1月12日 日本青年館）
1. 「バーガー・ショップ[2]」- BURGER SHOP
2. 「I LOVE YOU」※秋田市文化会館

529th Day/Osaka（1985年8月25日 大阪球場）
1. 「Driving All Night」
2. 「はじまりさえ歌えない」- CAN'T SING EVEN THE BEGINNING
3. 「Bow!」
4. 「卒業」- GRADUATION
5. 「Scrap Alley」
6. 「存在」- EXISTENCE
7. 「ハイスクールRock'n'Roll」- HIGHSCHOOL ROCK'N'ROLL
8. 「Scrambling Rock'n'Roll」
9. 「Freeze Moon」
10. 「シェリー」- Shelly

### DISC2
全曲、作詞・作曲：尾崎豊
612 Day/Yoyogi（1985年11月15日 代々木オリンピックプール第一体育館）
1. 「Driving All Night」
2. 「街の風景」- SCENES OF TOWN
3. 「路上のルール」- RULES ON THE STREET
4. 「ハイスクールRock'n'Roll」- HIGHSCHOOL ROCK'N'ROLL
5. 「Scrambling Rock'n'Roll」
6. 「卒業」- GRADUATION

早すぎる伝説（1985年11月15日 代々木オリンピックプール第一体育館）
1. 「Driving All Night」
2. 「ハイスクールRock'n'Roll」- HIGHSCHOOL ROCK'N'ROLL
3. 「Scrambling Rock'n'Roll」
4. 「十七歳の地図」- SEVENTEEN'S MAP
5. 「15の夜」- THE NIGHT
6. 「Freeze Moon」
7. 「I LOVE YOU」

## 参加ミュージシャン
- 1st Day/Ruido（1984年3月15日 新宿ルイード）
  - 「Yutaka Ozaki & Heart Of Klaxon」
    - 尾崎豊 - ボーカル、ピアノ、ギター、ブルースハープ
    - 鴇田靖 - ギター
    - 江口正祥 - ギター
    - 田口正人 - ベース
    - 井上敦夫 - キーボード
    - 吉浦芳一 - ドラムス

- 263rd Day/Akita（1984年12月3日 秋田市文化会館）
  - 「Yutaka Ozaki & Heart Of Klaxon」
    - 尾崎豊 - ボーカル、ピアノ、ギター、ブルースハープ
    - 鴇田靖 - ギター
    - 江口正祥 - ギター
    - 田口正人 - ベース
    - 井上敦夫 - キーボード
    - 吉浦芳一 - ドラムス

- 303rd Day/Tokyo（1985年1月12日 日本青年館）
  - 「Yutaka Ozaki & Heart Of Klaxon」
    - 尾崎豊 - ボーカル、ピアノ、ギター、ブルースハープ
    - 鴇田靖 - ギター
    - 江口正祥 - ギター
    - 田口正人 - ベース
    - 井上敦夫 - キーボード
    - 吉浦芳一 - ドラムス

- 529th Day/Osaka（1985年8月25日 大阪球場）
  - 「Yutaka Ozaki & Heart Of Klaxon」
    - 尾崎豊 - ボーカル、ピアノ、ギター、ブルースハープ
    - 鴇田靖 - ギター
    - 江口正祥 - ギター
    - 田口正人 - ベース
    - 井上敦夫 - キーボード
    - 吉浦芳一 - ドラムス
    - 阿部剛 - サクソフォーン、フルート、パーカッション

- LAST TEENAGE APPEARANCE TOUR
  - 「Yutaka Ozaki & Heart Of Klaxon」
    - 尾崎豊 - ボーカル、ピアノ、ギター、ブルースハープ
    - 鴇田靖 - ギター
    - 江口正祥 - ギター
    - 田口正人 - ベース
    - 樫原伸彦 - ピアノ
    - 松原博 - キーボード、シンセサイザー
    - 吉浦芳一 - ドラムス
    - 阿部剛 - サクソフォン、フルート、パーカッション